# Ділан МакІлрат
Ділан МакІлрат (народився 20 квітня 1992) — канадський професійний хокейний захисник і заступник капітана, який на даний момент грає за Hershey Bears з Американської хокейної ліги (AHL) впродовж контракту з Washington Capitals з Національної хокейної ліги (NHL). Він грав у молодіжний хокей за Moose Jaw Warriors із Західної хокейної ліги (WHL) і був відібраний до New York Rangers, 10-м у загальному заліку на драфті NHL 2010 .   МакІлрат має переважно шотландське походження.

## Ігрова кар'єра
МакІлрат був відібраний у Західну хокейну лігу (WHL) на 46-му місці командою Moose Jaw Warriors на драфті Bantam 2007. Він розпочав свою кар’єру в WHL у «Ворріорз» у сезоні 2008–2009, зіграв у 53 іграх і забив один гол. У 2009–2010 роках Макілрат покращив гру, як і «Ворріорз» загалом, і забив сім голів у 65 іграх. Він привернув увагу професійних скаутів через те, що мав право на драфт НХЛ, і був обраний грати за команду Орра на грі 2010 КХЛ. Кульмінацією цієї гри для МакІлрата стала переконлива перемога в бою проти Oleksandr Petrovic з Team Cherry. Під час семиматчевої серії плей-оф «Ворріорз» проти майбутніх чемпіонів WHL, «Калгарі Хітмен», Макілрат грав у кожній грі та віддавав результативну передачу.

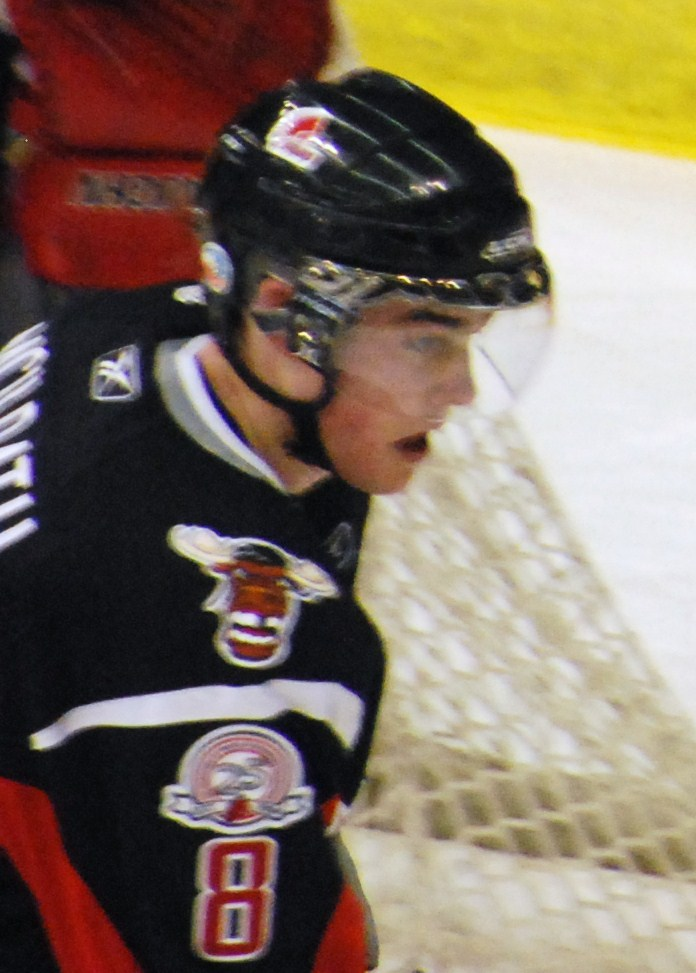
Макілрат із Муз Джев Ворріорз.

17 березня 2011 року МакІлрат підписав свій перший контракт у НХЛ з «Нью-Йорк Рейнджерс», командою, яка відібрала його десятим у загальному заліку в 2010 році. Наприкінці сезону 2010–2011 років він зіграв дві гри регулярного сезону з командою «Коннектикут Вейл», як учасник Американської хокейної ліги (АХЛ) «Рейнджерс», у яких не набрав жодного очка, але набрав сім штрафних хвилин. Після того, як Moose Jaw вилетіли з плей-оф WHL наприкінці сезону 2011–12, Макілрат знову приєднався до Whale.  Після вибуття Коннектикута з плей-офу АХЛ Макілрат був доданий до реєстру плей-оф Нью-Йорк Рейнджерс 2012 року. 
Провівши сезон 2012–2013 у Коннектикуті, Макілрат знову був доданий до реєстру плей-оф «Рейнджерс».  11 грудня 2013 року його вперше запросили назад до «Рейнджерс» під час регулярного сезону НХЛ.  Дебютував у НХЛ 12 грудня 2013 року проти «Колумбус Блю-Джекетс».  Після вагомих виступів перед сезоном 2 жовтня 2015 року Макілрат був включений до повного списку з 23 гравців, а 15 грудня 2015 року він забив свій перший гол у НХЛ.
У сезоні 2015–2016 МакІлрат зіграв за «Рейнджерс» 34 матчі, забив 2 голи та передав 2 результативні передачі та набрав 64 штрафних хвилини. Його найвідоміший бій сезону відбувся в День Святого Валентина проти форварда «Філадельфія Флаєрс» Вейна Сіммондса, який вдарив кулаком та спричинив струс мозку капітана «Рейнджерс» Раяна МакДонаха в попередній (6 лютого) грі між двома командами.
Макілрат провів невдалий тренувальний збір у 2016 році та провів першу частину сезону 2016–2017 в якості запасного захисника, зіграв лише один матч за команду, перш ніж 27 жовтня його усунули з команди  . Йому було призначено зіграти чотири гри в АХЛ із «Вовчою зграєю», перш ніж «Рейнджерс» обміняли його на «Флорида Пантерс» в обмін на захисника Стівена Кампфера та умовний вибір у 7-му раунді 8 листопада 2016 року. Після п’яти ігор за «Пантерз» і перебування в АХЛ із дочірньою командою «Спрингфілд Тандербердс», МакІлрата вдруге за сезон обміняли «Пантери» на «Детройт Ред Вінгз» разом із умовним вибором третього раунду в НХЛ 2017 року Драфт в обмін на Томаса Ванека 1 березня 2017 року   . Він був призначений до приєднання Red Wings в AHL, Grand Rapids Griffins. МакІлрат зробив чотири результативні передачі в 21 грі за "Гріфінс" протягом регулярного сезону. Під час плей-оф Кубка Колдера 2017 року він провів п’ять результативних передач і забезпечив найкращий рейтинг команди плюс 10 у 19 іграх плей-офф і допоміг привести «Гріффінс» до Кубка Колдера.
29 червня 2017 року «Ред Вінгз» підписали контракт із МакІлратом на два роки.  24 березня 2019 року Red Wings запросили назад Макілрата з Griffins. До того, як його запросили, він забив один гол і вісім результативних передач у 49 іграх і займав перше місце в команді за кількістю штрафних хвилин (94) і третє місце за кількістю плюс-мінус (12). Протягом сезону 2018–2019 МакІлрат зіграв у семи іграх за Red Wings. Після завершення сезону Red Wings він був переведений до Griffins.  9 травня 2019 року «Ред Вінгз» підписали з Макілратом продовження контракту на два роки. 12 січня 2021 року «Ред Вінгз» перевели МакІлрата до «Гранд Репідс Гріффінс».
28 липня 2021 року Макілрат як вільний агент підписав дворічний двосторонній контракт із «Вашингтон Кепіталз».

## Особисте життя
МакІлрат — канадець шотландського походження  У молодшому віці Макілрат був під впливом того, щоб реалізувати свою гру за Ші Вебером з «Монреаль Канадієнс». 

## Клубна статистика
| Сезон        | Клуб                   | Ліга         | Регулярний сезон | Регулярний сезон | Регулярний сезон | Регулярний сезон | Регулярний сезон | Плей-оф | Плей-оф | Плей-оф | Плей-оф | Плей-оф |
| Сезон        | Клуб                   | Ліга         | І                | Г                | П                | О                | ШХ               | І       | Г       | П       | О       | ШХ      |
| ------------ | ---------------------- | ------------ | ---------------- | ---------------- | ---------------- | ---------------- | ---------------- | ------- | ------- | ------- | ------- | ------- |
| 2008–09      | Муз Джев Ворріорз      | ЗХЛ          | 53               | 1                | 3                | 4                | 102              | —       | —       | —       | —       | —       |
| 2009–10      | Муз Джев Ворріорз      | ЗХЛ          | 65               | 7                | 17               | 24               | 169              | 7       | 0       | 1       | 1       | 21      |
| 2010–11      | Муз Джев Ворріорз      | ЗХЛ          | 57               | 5                | 18               | 23               | 129              | —       | —       | —       | —       | —       |
| 2010–11      | Коннектикут Вейл       | АХЛ          | 2                | 0                | 0                | 0                | 7                | —       | —       | —       | —       | —       |
| 2011–12      | Муз Джев Ворріорз      | ЗХЛ          | 52               | 3                | 20               | 23               | 127              | 14      | 0       | 6       | 6       | 12      |
| 2011–12      | Коннектикут Вейл       | АХЛ          | —                | —                | —                | —                | —                | 5       | 0       | 0       | 0       | 9       |
| 2012–13      | Коннектикут Вейл       | АХЛ          | 45               | 0                | 5                | 5                | 125              | —       | —       | —       | —       | —       |
| 2013–14      | Хартфорд Вулф Пек      | АХЛ          | 62               | 6                | 11               | 17               | 165              | —       | —       | —       | —       | —       |
| 2013–14      | Нью-Йорк Рейнджерс     | НХЛ          | 2                | 0                | 0                | 0                | 7                | —       | —       | —       | —       | —       |
| 2014–15      | Хартфорд Вулф Пек      | АХЛ          | 73               | 6                | 11               | 17               | 165              | 15      | 0       | 2       | 2       | 23      |
| 2014–15      | Нью-Йорк Рейнджерс     | НХЛ          | 1                | 0                | 0                | 0                | 9                | —       | —       | —       | —       | —       |
| 2015–16      | Нью-Йорк Рейнджерс     | НХЛ          | 34               | 2                | 2                | 4                | 64               | 1       | 0       | 0       | 0       | 0       |
| 2016–17      | Нью-Йорк Рейнджерс     | НХЛ          | 1                | 0                | 0                | 0                | 4                | —       | —       | —       | —       | —       |
| 2016–17      | Хартфорд Вулк Пек      | АХЛ          | 4                | 0                | 0                | 0                | 11               | —       | —       | —       | —       | —       |
| 2016–17      | Флорида Пантерс        | НХЛ          | 5                | 1                | 0                | 1                | 10               | —       | —       | —       | —       | —       |
| 2016–17      | Спрингфілд Тандербердс | АХЛ          | 18               | 1                | 3                | 4                | 28               | —       | —       | —       | —       | —       |
| 2016–17      | Гранд Репідс Гріфінс   | АХЛ          | 21               | 0                | 4                | 4                | 42               | 19      | 0       | 5       | 5       | 25      |
| 2017–18      | Гранд Репідс Гріфінс   | АХЛ          | 76               | 7                | 10               | 17               | 119              | 5       | 0       | 0       | 0       | 4       |
| 2018–19      | Гранд Репідс Гріфінс   | АХЛ          | 51               | 1                | 9                | 10               | 98               | 4       | 0       | 0       | 0       | 10      |
| 2018–19      | Детройт Ред Вінгз      | НХЛ          | 7                | 0                | 0                | 0                | 4                | —       | —       | —       | —       | —       |
| 2019–20      | Гранд Репідс Гріфінс   | АХЛ          | 44               | 0                | 8                | 8                | 73               | —       | —       | —       | —       | —       |
| 2019–20      | Детройт Ред Вінгз      | НХЛ          | 16               | 0                | 0                | 0                | 23               | —       | —       | —       | —       | —       |
| 2020–21      | Гранд Репідс Гріфінс   | АХЛ          | 29               | 2                | 6                | 8                | 70               | —       | —       | —       | —       | —       |
| 2021–22      | Хершлі Беарс           | АХЛ          | 74               | 4                | 6                | 10               | 99               | 3       | 1       | 0       | 1       | 4       |
| Підсумок НХЛ | Підсумок НХЛ           | Підсумок НХЛ | 66               | 3                | 2                | 5                | 121              | 1       | 0       | 0       | 0       | 0       |

## Нагороди та відзнаки
| Нагорода                             | рік      |        |
| ------------------------------------ | -------- | ------ |
| ЗХЛ                                  |          |        |
| CHL/NHL Top Prospects Game           | 2010 рік | [ 22 ] |
| АХЛ                                  |          |        |
| Кубок Колдера (Гранд Репідс Гріфінс) | 2017 рік | [ 23 ] |